# Чимішень
Чимішень (рум. Cimișeni) — село у Кріуленському районі Молдови. Утворює окрему комуну.

## Населення
За даними перепису населення 2004 року у селі проживали 2868 осіб.
Національний склад населення села:
| Національність   | Кількість осіб | Відсоток   |
| ---------------- | -------------- | ---------- |
| молдавани румуни | 2837 11        | 98,9% 0,4% |
| росіяни          | 13             | 0,5%       |
| українці         | 5              | 0,2%       |
| болгари          | 1              | < 0,1%     |
| поляки           | 1              | < 0,1%     |
| Всього           | 2868           | 100%       |